# 齿稃草
齿稃草（学名：Schismus arabicus）为禾本科齿稃草属下的一个种。其种加词“arabicus”意为“阿拉伯的”。